# Herman Uddén
Herman Leonard Uddén, född den 24 februari 1850 i Kumla socken, Örebro län, död den 1 maj 1936 i Stockholm, var en svensk ämbetsman. Han var brorsons son till Johan Uddén.
Uddén avlade hovrättsexamen i Uppsala 1872. Han blev vice häradshövding 1876. Uddën blev länsnotarie i Västmanlands län 1877, landskamrerare där 1886, var landssekreterare 1888–1917 och tillförordnad landshövding där 1916–1917. Han var som sakkunnig tillkallad för åtskilliga arbeten inom Justitie-, Lantförsvars-, Civil- och Jordbruksdepartementen 1901, 1907–1910 och särskilt för fögderiförvaltningens omorganisation 1912–1918 samt för nya författningsförslag på brandskyddets område och för omarbetning av brandstadgan för rikets städer 1916–1920 med mera. Uddén var ledamot av sparbankskommittén 1911 samt bevistade alla kyrkomöten 1903–1918. Bland hans från trycket utgivna arbeten bör nämnas Hotellstadga (1917), Landsstaten enligt 1917 års organisation (1919), Den svenska jordbruksförvaltningen (i "Rättskunskap för jordbrukare" II, 1926). Västerås stads sparbank 1826–1926 (1926), Västmanlands läns nya brandstodsbolag 1876–1926 (1926), och Västerås stad under femtio år 1875–1925 (1929). Uddén blev riddare av Nordstjärneorden 1892, kommendör av andra klassen av samma orden 1905 och kommendör av första klassen 1917. Han vilar på Galärvarvskyrkogården i Stockholm.